# Tlalok

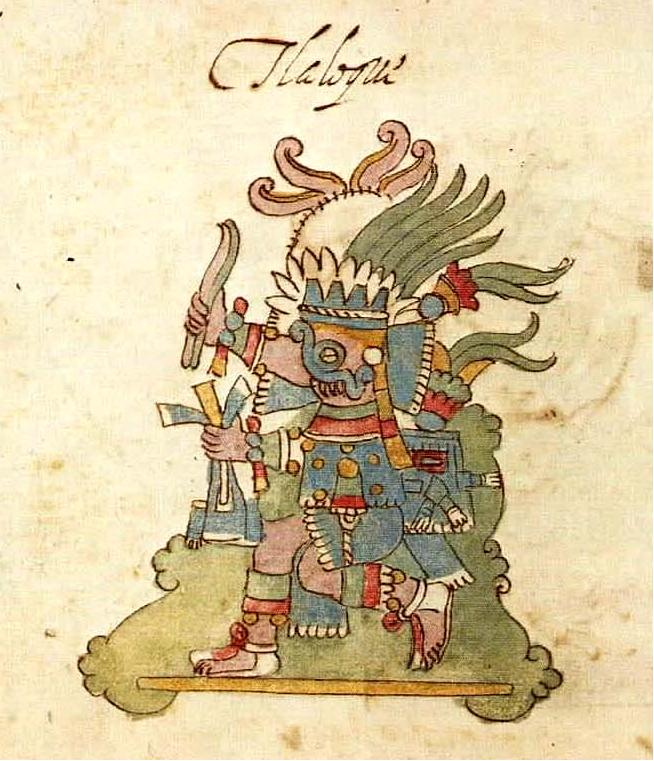
Tlalok a Rios kódexben.

Tlalok az azték mitológiában az eső, a mennydörgés és a jó termés istene, minden ehető növény ura.
Az azték teremtésmítosz szerint a világ harmadkorában ő volt a Nap (és ezzel a főisten), de Ketzalkóatl eltörölt mindent a Föld színéről, s egyben megalkotta a negyedkort. Nevének jelentése növesztő, növekedést adó. Megfelelője a majáknál Csak, a totonakoknál Tahin, a misztékeknél Kavi, a zapotékoknál pedig Kosziho-Pitao. Kultusza az i. e. 2. századtól terjedt el, s fokozatosan kiszorította Ketzalkóatl archaikusabb kultuszát.

## Ábrázolása
Antropomorf lénynek ábrázolták, de bagolyszemekkel vagy szeme körül stilizált kígyót formázó karikákkal és jaguárfogakkal. Fején sokágú koronát visel, teste fekete, kezében kígyószerű tarajos botot (villám) tart, esetleg kukoricacsövet vagy egy kancsó vizet.

## Leírása
Azték felfogás szerint jóságos isten, de árvízzel, aszállyal, jégesővel, faggyal és villámcsapással kárt is tud okozni. Hegytetők vagy a Mexikói-öböl felett lévő felhőkben lakozik a palotájában. E palotájának belső udvarában, annak négy sarkában egy-egy óriási amfora áll, ezekben van a termékenyítő eső, az aszály, a növénybetegségek és a pusztító záporok. Ezek miatt néha amforának vagy korsónak is ábrázolták.
A pap-varázslók egyetlen istennek tartották, de régebbi népi hiedelmek szerint rengeteg apró méretű önálló Tlalok létezett, ezek funkciójukat tekintve megegyeztek a nagy, egységes Tlalok-ábrázolással. Szoros kapcsolatban álltak velük a békák és a kígyók.
Tlalok sújtotta az embereket reumával és vízkórral. Ezért a reumások és a vízkórosok, valamint a villámcsapás és vízbe fulladás által meghaltak Tlalokanba vagyis Tlalok égi palotájába kerültek. Ott nagy bőségben állt rendelkezésükre víz, étel és virág.
Tlalok első feleségét Socsiketzalnak, a másodikat Csalcsiutlikve-nek hívták (egyes források szerint testvérek voltak).

## Szertartások
A tiszteletére végzett szertartások színhelye a Texcoco-tó mély örvényeinél volt. Csecsemőket és kisgyerekeket áldoztak a tiszteletére. Ha a gyermek felsírt, az annak a jele volt, hogy közel az esős évszak.
Tenochtitlan közelében a Tlalok-hegyen hatalmas szobra állt fehér lávakőből, melynek feje felülről nyitott volt, ahova az esős évszakban táplálékadó növények magvait szórták áldozatként. A főterén, a Nagy Teokalli tetején állt az ő szentélye, Vitzilopocstlié mellett; ezt alakította át 1519-ben katolikus szentéllyé Cortez.

## Külső hivatkozások
- Aztec Mythology
- Chalchiuhtlicue